# Milly Carlucci
Camilla Patrizia Carlucci, detta Milly (Sulmona, 1º ottobre 1954), è una conduttrice televisiva, autrice televisiva ed ex attrice italiana.
Durante gli anni ottanta diventa conosciuta al pubblico televisivo come showgirl e conduttrice di numerosi programmi televisivi per le reti Rai e Mediaset, anni in cui si cimenta anche nelle attività secondarie di attrice e cantante. La sua notorietà è poi aumentata negli anni novanta grazie alla conduzione di celebri programmi di Rai 1 come Scommettiamo che...?, Festival di Sanremo, Luna Park, Fantastico e Pavarotti & Friends.
Dagli anni duemila consolida il suo ruolo di conduttrice della prima serata di Rai 1 grazie alla conduzione di popolari talent show adattati da format internazionali, come Ballando con le stelle, il più longevo varietà della Rai attualmente in onda, trasmesso dal 2005 su Rai 1, di cui è anche autrice, direttrice artistica e capoprogetto, così come Notti sul ghiaccio e Il cantante mascherato.

## Biografia

### Gli inizi
Nata a Sulmona (AQ), è figlia di un generale dell'Esercito Italiano, Luigi Carlucci, e di Maria Caracciolo. Ha vissuto l'infanzia a Udine, per poi trasferirsi a Roma durante l'adolescenza. Già quando era studentessa del Liceo ginnasio statale Terenzio Mamiani di Roma, si appassionò al pattinaggio artistico a rotelle e, con la squadra della Skating Folgore Roma, vince il Campionato Italiano assoluto nella classifica di società.
Nel 1972 vince il concorso di bellezza Miss Teenager, ma i genitori sono poco favorevoli alle aspirazioni artistiche della giovane Milly, così da indurla ad iscriversi alla Facoltà di Architettura. Milly non si sentirà mai portata per quegli studi, che abbandona senza rimpianti avendo convinto i genitori riguardo alle sue aspirazioni. Inizia la carriera presso l'emittente televisiva GBR, dove appariva in ruoli di presentatrice, insieme ad altre giovanissime debuttanti, quali Mimma Nocelli, Stefania Mecchia e Viviana Antonini, tutte in seguito approdate con alterne fortune alla Rai o a Mediaset.

### I primi successi e la notorietà in Rai

Carlucci (a destra) con il nuotatore Marcello Guarducci nel periodo della loro relazione, nella prima metà degli anni 80

L'esordio televisivo e la prima occasione di notorietà nazionale le è offerta nel 1976 dalla trasmissione L'altra domenica, la trasmissione di Renzo Arbore, dove partecipa in veste di inviata sino al 1978. Dopo di questo seguiranno a stretto giro altri programmi.
In quel periodo si fidanza con il campione di nuoto Marcello Guarducci. La popolarità le arriverà quando succederà a Rosanna Vaudetti nella conduzione del programma Giochi senza frontiere sempre in onda su Rai 2. Questo show valorizza la conduttrice, che ne presenterà quattro edizioni; la prima nel 1978 insieme a Ettore Andenna e le altre tre dal 1979 al 1981 insieme al doppiatore Michele Gammino. Nel 1980 conduce la prima edizione insieme ad Alfredo Papa e i Gatti di Vicolo Miracoli sempre su Rai 2 del varietà Crazy Bus in onda in fascia pomeridiana. Dalla seconda edizione le succederà alla conduzione Daniela Goggi.
Nel 1981 è al timone di un nuovo programma del sabato pomeriggio, il quiz Il sistemone. Il gioco verte in una sfida tra due concorrenti in studio con domande sulla storia del calcio. La conduttrice viene poi sostituita da Carla Urban. Nel 1982 affianca Gianni Minà nella trasmissione televisiva Blitz, in onda ogni domenica pomeriggio su Rai 2. Sulla stessa rete l'anno seguente conduce Azzurro.

### Passaggio alle reti Fininvest
Nel 1983 lascia temporaneamente la Rai per passare alle reti Fininvest dove riveste il ruolo di primadonna nel varietà Risatissima, nel quale viene affiancata da una serie di cast di comici quali Lino Banfi, Ric e Gian e tanti altri. Nello stesso anno co-conduce il concorso di bellezza Miss Italia, mentre nel 1985 conduce lo spettacolo musicale Azzurro insieme a Vittorio Salvetti, replicando lo show due anni dopo insieme alla sorella Gabriella.

Carlucci in uno show televisivo, 1983 circa

Dopo un breve ritorno in Rai, nel 1987, firma un nuovo contratto con le reti Fininvest, dove debutta l'anno seguente con il varietà Ewiva, sospeso dopo poche puntate per bassi ascolti. Sempre per la TV commerciale, presenta l'edizione 1988 del varietà Vota la voce, quella dell'anno seguente di Azzurro e lo show estivo Bellezze al bagno, ispirato all'ex programma della Carlucci Giochi senza frontiere, nel quale cantava anche la sigla iniziale. Tra il 1986 e il 1999 ha condotto anche diverse edizioni del Gran Premio Internazionale dello spettacolo.

### Anni novanta: il ritorno e l'affermazione in Rai
Nel 1990 torna in Rai, diventandone uno dei più noti volti aziendali. Dal 1991 al 1996 conduce con successo, al fianco di Fabrizio Frizzi, sei edizioni di Scommettiamo che...?. La padronanza della scena, oltre che la proprietà di linguaggio, le permettono di ricoprire il ruolo di padrona di diversi programmi di Rai 1. Nel febbraio del 1992 affianca Pippo Baudo nella conduzione del 42º Festival della Canzone Italiana di Sanremo. Dopo l'esperienza del 1986 con Mike Bongiorno nella conduzione del Gran Premio internazionale della TV, torna a Canale 5 sul palco dei Telegatti per condurre in rappresentanza della Rai l'edizione del 1993 con Corrado e quelle dal 1997 al 1999 con Pippo Baudo.
Dal 1994 al 1997 si alterna, insieme ad altri conduttori Rai, al timone del gioco a quiz Luna Park, del quale conduce la puntata del martedì. Il 12 settembre 1995 conduce il Pavarotti & Friends, diventandone la conduttrice per altre sette edizioni fino al 2003. In questi anni conduce annualmente varie serate-evento per Rai 1, fra cui: quattro edizioni di Mezzanotte, angeli in piazza (dal 1995 al 1998), quattro de La festa della mamma (1996 e dal 1998 al 2001), due dei David di Donatello (1997 e 1998), diciassette del Premio Ischia internazionale di giornalismo (dal 1991 al 2008), e numerose altre serate dedicate alla musica, al cinema e alla moda.

Carlucci con Guillermo Mariotto, Ottavio Missoni e Santo Versace a Roma nel 1998

Nel 1997 torna al sabato sera, affiancando Enrico Montesano nel poco fortunato show Fantastico Enrico, alla cui conduzione rimane anche dopo l'abbandono di Montesano e l'arrivo di Giancarlo Magalli. Dal 1998 al 2000 ha condotto la finale in prima serata dello Zecchino d'Oro, e nel 1999 ha realizzato l'innovativo ma poco amato La casa dei sogni, antesignano di Extreme Makeover: Home Edition.

### Anni duemila: il successo diBallando con le stelle
Nel corso degli anni duemila continua a condurre diversi programmi e serate-evento per Rai 1, fra cui: tre edizioni del Premio Barocco (dal 2000 al 2003), nove della maratona televisiva di beneficenza Telethon (dal 2001 al 2009), quattro del Premio Regia Televisiva (2001, 2002, 2006, 2008) e due de La partita del cuore (2004, 2010). Dopo i tiepidi risultati ottenuti con le trasmissioni Dove ti porta il cuore e Una giornata particolare, a partire dal 2005 ottiene grande successo grazie alla conduzione del talent show Ballando con le stelle, abbinato per due stagioni alla Lotteria Italia e riproposto per diciannove edizioni fino al 2024, diventando il programma di varietà più longevo trasmesso da Rai 1. Oltre che autrice, nel corso delle edizioni Milly ottiene anche il ruolo di capoprogetto e direttrice artistica del programma.

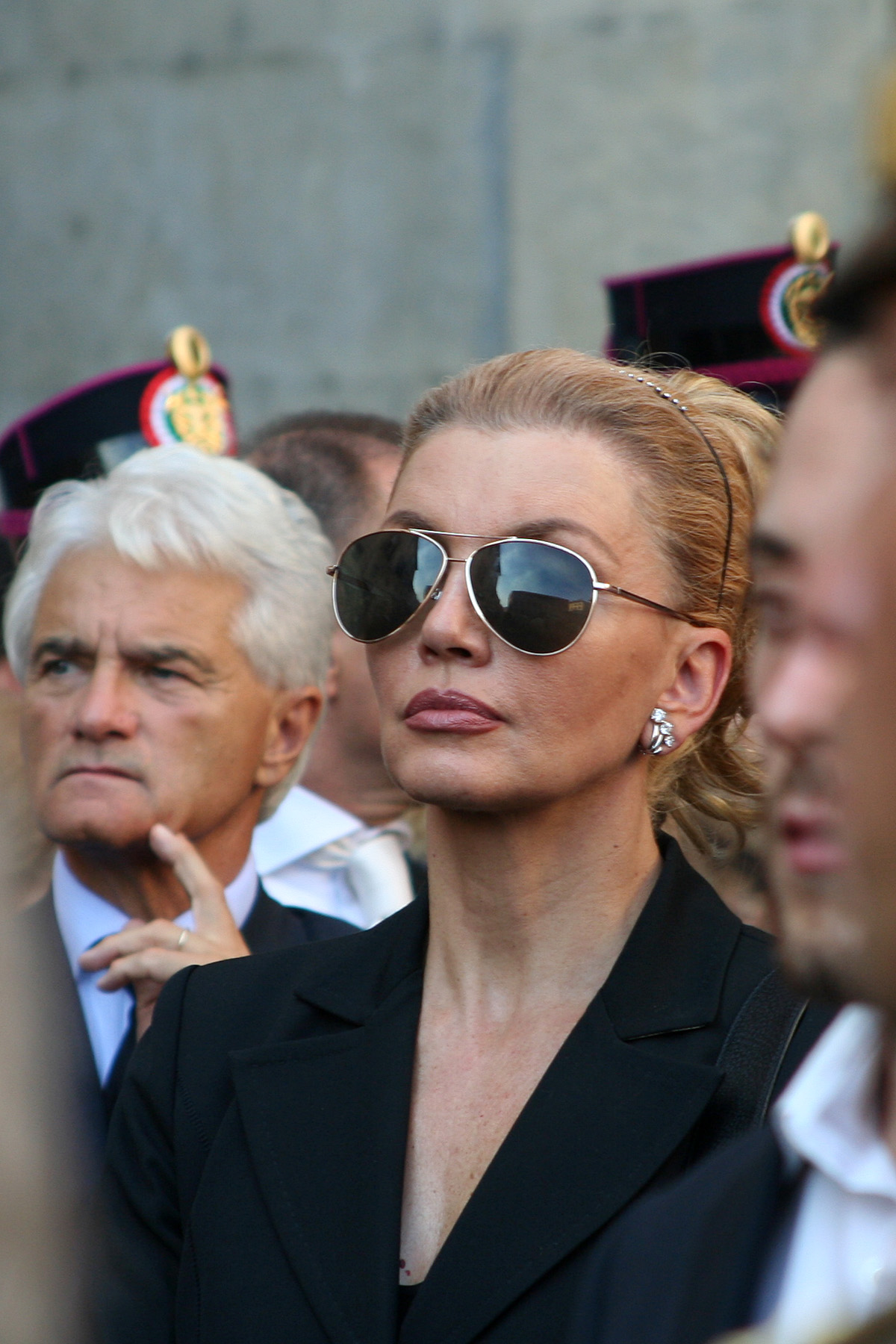
Carlucci nel 2007 a Modena, per il funerale di Luciano Pavarotti

Dopo le Olimpiadi invernali di Torino 2006, delle quali è stata tedofora, conduce il talent show sportivo Notti sul ghiaccio, programma confermato anche nel 2007 e promosso al sabato sera primaverile. L'11 ottobre del 2008 legge alcuni passi della Bibbia nella lunga maratona (anche televisiva) La Bibbia giorno e notte. Dal 12 al 15 settembre 2009 è la prima donna a condurre in solitaria Miss Italia, concorso di bellezza del quale era stata co-conduttrice nel 1983 e alla cui guida viene confermata anche nel 2010.

### Anni duemiladieci
Sulla scia del successo di Ballando con le stelle e Notti sul ghiaccio, nei primi anni duemiladieci è alla guida di nuovi talent show, che però non riscontrano lo stesso successo di pubblico: 24mila voci, Ballando con te e Altrimenti ci arrabbiamo. Nel 2013 è ideatrice e capo-autrice di Bobo & Marco - I re del ballo, docu-reality con protagonisti Bobo Vieri e Marco Delvecchio alle prese con un viaggio nel mondo alla scoperta di diversi stili di ballo locali, trasmesso da Sky Uno. Dopo alcuni anni di pausa dall'ultima edizione, nell'inverno del 2015 ripropone una nuova edizione di Notti sul ghiaccio. Nel 2016 è ideatrice del documentario Giorgio Albertazzi - Vita, morte e miracoli, trasmesso da Rai 5.
Il 12 ottobre 2016 presenta su Rai 1 la diretta della Partita della Pace dallo Stadio Olimpico di Roma. Dal 2016 al 2019 conduce ogni anno il 7 dicembre assieme ad Antonio Di Bella la diretta di Rai 1 dalla "Prima" della Scala di Milano. Parallelamente a Ballando con le stelle, dal 2017 al 2019 conduce lo spin-off dedicato alla ricerca di talenti della danza tra persone comuni intitolato Ballando on the Road, in onda nella fascia pomeridiana su Rai 1 nelle settimane precedenti alla messa in onda di Ballando con le stelle.
Nel giugno del 2019 conduce su Rai 5 il programma Il sogno del podio, docu-talent incentrato sulle selezioni di giovani direttori d'orchestra europei presso la London Symphony Orchestra, di cui è anche autrice assieme alla sorella Anna.

### Anni duemilaventi
Nel gennaio del 2020 conduce su Rai 1 il talent show Il cantante mascherato, che viene confermato per altre tre edizioni nei tre anni successivi. Il 7 dicembre 2020 presenta in eurovisione assieme a Bruno Vespa A riveder le stelle, concerto che sostituisce la tradizionale "Prima" della Scala di Milano a causa della pandemia di COVID-19; dall'anno successivo, con la fine delle restrizioni Covid, torna a condurre annualmente la diretta di Rai 1 dalla "Prima" della Scala, sempre affiancata da Bruno Vespa. Il 26 luglio 2021 conduce su Rai 3 l'evento Dal Circo Massimo, Andrea Bocelli!, concerto inaugurale del "Food Systems Summit" dell'ONU a Roma. Il 29 e 30 dicembre dello stesso anno conduce la seconda edizione de Il sogno del podio su Rai 5.
Il 16 giugno 2023 affiancata da Alberto Angela e Luca Zingaretti conduce su Rai 1 Arena di Verona - 100 anni in una notte.. 
Nella primavera del 2024 è in onda su Rai 1 con un nuovo talent show in prima serata, L'acchiappatalenti. Nella primavera del 2025 conduce Sognando... Ballando con le stelle, spin-off di Ballando con le stelle per celebrare i 20 anni di trasmissione del programma.

### Altre attività

#### Cantante
Dotata di una bella voce, anche se non potente, viene messa sotto contratto dalla Lupus nel 1979, ed inizia un'attività di cantante che porterà avanti in parallelo con quella televisiva, incidendo alcuni 45 giri per la Lupus e per la Fonit Cetra.
Passa poi alla Five Record, e nel 1984 incide l'album Milly Carlucci, in cui interpreta alcune note canzoni come Personalità, Voglio amarti così, Magic Moments, Sentimental Journey e It's Now or Never (versione in inglese di 'O sole mio, portata al successo da Elvis Presley), riarrangiate con uno stile italo disco.
Incide poi nel 1989 una versione disco music del successo dei Los Marcellos Ferial, Quando calienta el sol, sigla finale di Bellezze al bagno, mentre nel 1991 incide una cover del successo di Rod Stewart Da Ya Think I'm Sexy.
Passa poi alla Dischi Ricordi, per cui incide E la morale è, il secondo album nel 1993, in cui duetta con Fausto Leali nella canzone Che vuoi che sia.

#### Attrice
Alla professione di conduttrice e cantante, nel corso degli anni affianca quella di attrice, recitando in film commedia e fiction di discreto successo. Debutta al cinema nel 1980, al fianco di Adriano Celentano nel film di Castellano e Pipolo Il bisbetico domato. In seguito recita con Lino Banfi e Paolo Villaggio in Pappa e ciccia (1983) e con Jerry Calà in Domani mi sposo (1984). Nel 1986 recita insieme a Gianni Morandi nello sceneggiato Rai La voglia di vincere diretto da Vittorio Sindoni. Tra le altre esperienze cinematografiche, anche il film Il pap'occhio di Renzo Arbore, Arrivederci e grazie di Giorgio Capitani del 1987 dove recita con Ugo Tognazzi e la co-produzione italo-belga-spagnola Tiempos mejores diretta da Jorge Grau nel 1994.
Calca anche il palcoscenico teatrale, recitando nel 1988 in Scylla non deve sapere, commedia teatrale diretta da Bruno Colella.

## Vita privata
È sorella maggiore della conduttrice televisiva e politica Gabriella Carlucci e dell'autrice televisiva e regista Anna Carlucci. Sposata dal 1985, ha due figli. Nella prima metà degli anni ottanta ha avuto una relazione con il nuotatore Marcello Guarducci.

## Filmografia

### Cinema
- Il pap'occhio, regia di Renzo Arbore (1980)
- Il bisbetico domato, regia di Castellano e Pipolo (1980)
- Pappa e ciccia, regia di Neri Parenti (1983)
- Domani mi sposo, regia di Francesco Massaro (1984)
- Le avventure dell'incredibile Ercole, regia di Luigi Cozzi (1985)
- Arrivederci e grazie, regia di Giorgio Capitani (1988)
- Tiempos mejores, regia di Jordi Grau (1994)

### Televisione
- La voglia di vincere, regia di Vittorio Sindoni – miniserie TV (1986)
- Positano, regia di Vittorio Sindoni – miniserie TV (1996)
- Io c’ero. Giorgio Assumma, l’avvocato delle stelle, regia di Fabrizio Corallo e Valeria Parisi – documentario (2025)

## Teatro
- Scylla non deve sapere, regia di Bruno Colella (1987)

## Programmi televisivi

### Conduttrice
- Pianeta Acqua (GBR, 1976)
- L'altra domenica (Rete 2, 1976-1979) inviata
- Giochi senza frontiere (Rete 2, 1978-1981)
- TeleMattina (Antennatre, 1979-1980)
- Stasera musica (Rete 3, 1980)
- DiscoStadio (Rete 2, 1980)
- Crazy Bus (Rete 2, 1980-1981)
- Incontri (Rete 2, 1981)
- Il sistemone (Rete 2, 1981-1982)
- Blitz (Rete 2, 1981-1982)
- Azzurro (Rai 2, 1983; Italia 1, 1985, 1989)
  - SuperAzzurro  (Canale 5, 1985)
- Dance 3 (Rai 3, 1983)
- Miss Italia (Canale 5, 1983; Rai 1, 2009-2010)
- Il sesso forte (Rai 2, 1983)
- Risatissima (Canale 5, 1984)
- Capodanno a BussolaDomani (Rai 2, 1984)
- Commento a La Notte degli Oscar (Canale 5, 1985) inviata
- Arrivederci Italia (Rai 1, 1985)
- Arena d'oro - Gala di fine estate (Canale 5, 1986)
- Gran Premio Internazionale dello Spettacolo (Canale 5, 1986, 1993, 1997-1999)
- Ciak d'oro (Canale 5, 1986-1987)
- Holiday on Ice (Canale 5, 1986, 1988)
- Effetto Nuvolari (Rai 1, 1987)
- Mostra Internazionale di Musica Leggera, Cinema, e Teatro (Rai 1, 1987)
- Vota la voce (Canale 5, 1987-1988)
- Ewiva (Canale 5, 1988)
- Walt Disney Show (Canale 5, 1988)
- Pattinaggio - World Professional Figure Skating (Canale 5, 1988)
- Moira più il Circo di Mosca (Canale 5, 1989)
- Carnevale sul ghiaccio (Canale 5, 1989)
- Bellezze al bagno (Canale 5, 1989)
- Biglietto d'invito (Rai 1, 1990)
- Momenti di gloria (Rai 1, 1991)
- Microfono d'argento (Rai 1, 1991)
- Sorrisi 40 anni vissuti insieme (Canale 5, 1991)
- Premio Ischia Internazionale di Giornalismo (Rai 1, 1991-2008)
- Scommettiamo che...? (Rai 1, 1991-1996)
  -  Scommettiamo che...? Ragazzi (Rai 1, 1994-1995)
- Festival di Sanremo (Rai 1, 1992)
- La Magica Notte di EuroDisney '92 (Rai 1, 1992)
- Donna sotto le stelle (Rai 1, 1992)
- Notte di moda a Parigi (Rai 1, 1993)
- Il canzoniere dell'estate (Rai 1, 1993)
- Sapore di sole (Rai 1, 1993-1994)
- Sotto il cielo di Roma - Stelle della moda (Rai 1, 1993-1996, 1999)
- Il canzoniere dell'anno (Rai 1, 1993)
- Capri - Le notti della moda (Rai 1, 1994)
- Biciclette e raggi di luna siciliani (Rai 1, 1994)
- Luna park (Rai 1, 1994-1997)
  -  Una sera al Luna Park (Rai 1, 1995) 
  -  Buon compleanno Luna park (Rai 1, 1995) 
  -  Bentornato Luna park (Rai 1, 1996) 
  -  Chi è Babbo Natale? - Una serata al Luna Park (Rai 1, 1996)
- La zingara (Rai 1, 1995-1996)
  -  Le torri della zingara (Rai 1, 1996-1997)
- Papaveri e papere (Rai 1, 1995)
- Mezzanotte, angeli in piazza (Rai 1, 1995-1998)
- Primi giochi mondiali militari (Rai 2, 1995)
- Pavarotti & Friends (Rai 1, 1995-2003)
- Love in Portofino (Rai 1, 1996)
- Festival Internazionale dei cartoni animati (Rai 1, 1996)
- La festa della mamma (Rai 1, 1996, 1998-2001)
- Te voglio bene assaje - Una voce tra le stelle (Rai 1, 1996)
- I Tre Tenori (Rai 1, 1997)
- Regalo di Natale (Rai 1, 1997)
- David di Donatello (Rai 1, 1997-1998, 2002)
- Sulla strada... e sei rimasto qui (Rai 1, 1997)
- Wunderland '97 (Ard, 1997)
- Fantastico (Rai 1, 1997-1998)
  -  Fantastico Enrico (Rai 1, 1997) 
  -  Fantasticopiù (Rai 1, 1997-1998)
- Champagne - Di Capri di più (Rai 1, 1998)
- Sulla soglia della speranza - Vent'anni di pontificato di Papa Wojtyla (Rai 1, 1998)
- Zecchino d'Oro (Rai 1, 1998-2000)
- La casa dei sogni (Rai 1, 1999)
- Festa per il Giubileo dei bambini e dei ragazzi (Rai 1, 2000)
- Premio Barocco (Rai 1, 2000-2002)
- Tutti in piazza a Capodanno (Rai 1, 2000)
- Dove ti porta il cuore - Verso la casa dei sogni (Rai 1, 2001)
- Premio Regia Televisiva (Rai 1, 2001-2002, 2006, 2008)
- Bentornata Festa: aspettando il 2 giugno 2001 (Rai 1, 2001)
  - Festa italiana, aspettando il 2 giugno (Rai 1, 2002)
  - Fratelli d'Italia (Rai 1, 2003)
  - Arie di Festa (Rai 1, 2004)
- Credere nella famiglia è costruire un futuro (Rai 1, 2001)
- Telethon (Rai 1, 2001-2009)
- Tanti auguri Italia (Rai 1, 2001)
- Moda da Oscar (Rai 1, 2002)
- Nel nome del cuore (Rai 1, 2003)
- La kore - Oscar della moda (Rai 1, 2003-2004)
- La partita del cuore (Rai 1, 2004, 2010)
- Una giornata particolare (Rai 1, 2004)
- Ballando con le stelle (Rai 1, 2005-2007, 2009-2014, dal 2016)
  -  Ballando con le stelle - La coppa dei campioni (Rai 1, 2005-2006) 
  -  Ballando con le stelle - La supercoppa (Rai 1, 2006-2007) 
  -  Ballando con te (Rai 1, 2012) 
  -  Aspettando Ballando con le stelle (Rai 1, 2014, 2021-2024) 
  -  Ballando on the Road (Rai 1, 2017-2019, 2021-2024) 
  -  Ballando con le stelle - Speciale Telethon (Rai 1, 2023) 
  -  Sognando... Ballando con le stelle - Il casting (Rai 1, 2025) 
  -  Sognando... Ballando con le stelle (Rai 1, 2025)
- Concerto di fine anno con il Maestro Ennio Morricone (Rai 1, 2005)
- Notti sul ghiaccio (Rai 1, 2006-2007, 2015)
- Uomo e gentiluomo (Rai 1, 2008)
- Napoli è... Vaimò (Rai 1, 2008)
- La Bibbia giorno e notte (Rai 1, Rai Edu 2, 2008)
- Premio Internazionale Sant'Antonio (TeleChiara, Telepace Verona, Telepace Roma, 2008)
- Concerto di Natale dal Senato (Rai 1, 2008-2009, 2018-2020, 2022-2024)
- L'alba separa dalla luce l'ombra - Concerto per l'Abruzzo (Rai 1, 2009)
- Concerto per L'Aquila (Rai 3, 2009) a diffusione regionale solo in Abruzzo[20]
- Amalfi Media Coast Awards - Premio Biagio Agnes (Rai 1, 2009-2011)
- Premio Roma Danza (Rai 1, 2010)
- 24mila voci (Rai 1, 2010-2011)
- Altrimenti ci arrabbiamo (Rai 1, 2013)
- Concerto in Vaticano (Rai 1, 2013)
- Techetechete' (Rai 1, 2015) Puntata 7
- Partita della pace - Uniti per la pace (Rai 1, 2016)
- Prima della Scala (Rai 1, 2016-2019, 2021-2024)
  -  A riveder le stelle  (Rai 1, 2020)
- Andrea Bocelli Show (Rai 1, 2017)
- La notte di Andrea Bocelli (Rai 1, 2018)
- Il sogno del podio (Rai 5, 2019, 2021)
- Il cantante mascherato (Rai 1, 2020-2023)
  - Aspettando Il cantante mascherato (Rai 1, 2021) 
  - Il cantante mascherato Remix (Rai 1, 2021)
- Senato & Cultura - Viva l'Italia (Rai 1, 2020)
- Dal Circo Massimo, Andrea Bocelli! (Rai 3, 2021)
- Seguimi. La vita di Pietro (TV2000, 2022)
- Arena di Verona - 100 anni in una notte (Rai 1, 2023)
- L'acchiappatalenti (Rai 1, 2024)
- Armonie di speranza (Rai 3, 2025)

#### Web
- Premio Atena (YouTube, 2017, 2019, 2021-2022)
- Io resto a casa Show (Instagram, Facebook, YouTube, 2020)
- Ballando segreto (RaiPlay, 2022-2024)
  -  
Sognando... Segreto (RaiPlay, 2025)
- Il mascherato segreto (RaiPlay, 2023)
- Premio Giornalistico "Un giglio per la pace e la libertà di stampa" (Facebook, 2022)
- I valori che ci uniscono - Concerto della Banda musicale della Polizia di Stato (YouTube, 2024)

### Autrice e ideatrice
Dagli anni duemila Milly Carlucci firma come autrice e ideatrice i principali programmi da lei condotti. Negli anni duemiladieci ha inoltre firmato come autrice e ideatrice anche programmi da lei non condotti:
- Bobo & Marco - I re del ballo (Sky Uno, 2013)
- Giorgio Albertazzi - Vita, morte e miracoli (Rai 5, 2016)

## Radio
- Omaggio all'Inno di Mameli (Rai Radio 1, 17 marzo 2011)
- Concerto in Vaticano (Rai Radio 3, 2013)

## Opere letterarie
- Milly Carlucci e Massimo R. Riparo, Balla con me. Scoprire il piacere della danza e vivere meglio, Rai Eri-Rizzoli, 2006, ISBN 978-88-1701-318-5.
- Milly Carlucci e Anna Carlucci, Il meglio di te. Volersi bene per essere in forma, Sperling & Kupfer, 2017, ISBN 978-88-2006-147-0.
- Milly Carlucci e Anna Carlucci, La vita è un ballo. Ballando siamo tutti stelle, Rai Libri, 2019, ISBN 978-88-3971-768-9.
- Nel 2004 cura la rubrica Ciao Milly all'interno del settimanale Confidenze.

## Eventi e manifestazioni
- Premio baby nel cuore (1999)
- Premio Anima (2003-2005)
- Premio per la Pace - Regione Lombardia (2004-2006)
- Cinemavola (2005-2006)
- 50º Campionato nel mondo di pattinaggio (2005)
- Giochi Olimpici Invernali di Torino (2006) - tedofora
- Accademia Militare MakPI100 - Serata di gala (2007)
- Scala incontra New York (2008)
- Roma Fiction Fest (2009)
- Siraka 2009 (2009)
- Mille Miglia (2010)
- Estate Margheritana (2010)
- Acri sotto le stelle (2010-2011)
- Premio Atena Onlus (2009-2017, 2019-2023)
- Balla con Milly (2012)
- Ballando on the Road (2015-2019, 2021-2025)
- Premio giornalistico Un giglio per la Pace e la libertà di stampa (2022)

## Discografia

### Album
- 1984 – Milly Carlucci (Five Record, FM 13524, LP)
- 1993 – E la morale è (Dischi Ricordi, CDVIT 6467, CD)

### Singoli
- 1980 – Fidati del cuore/Voglio riderci su (Lupus, LUN 4910, 7")
- 1981 – Un "13" di favola/Blitz (Fonit Cetra, FM 13239, 7")
- 1989 – Quando calienta el sol/Barbara Ann (Five Record, FM 13239, 7")

### Partecipazioni
- 1984 – Risatissima '84 (Five Record, FM 13523) canta Sentimental Journey
- 1991 – Do You Think I'm Sexy? (Five Record, FM 13523) canta Da Ya Think I'm Sexy
- 2014 – Supersigle TV Volume 2 (Siglandia, SGL 2CD 004) canta Un "13" da favola e Blitz

## Pubblicità
- Peroni (1984-1985)
- Autobianchi Y10 (1987)
- Prealpi (1996-2005)
- Diana Gallesi di Miroglio Vestebene (2002-2003)
- Star (2010-2013)

## Riconoscimenti
- 1984 – Telegatto – Risatissima categoria Miglior programma di varietà
- 1987 – Telegatto – La voglia di vincere categoria Miglior Film Tv Italiano
- 1990 – Premio DonnaRoma per la simpatia
- 1992 – Telegatto – Scommettiamo che...? categoria Miglior programma di varietà e musica.
- 1992 – Premio Regia Televisiva – Scommettiamo che...? categoria Giochi e Quiz
- 1993 – Premio Regia Televisiva – Scommettiamo che...? categoria Intrattenimento
- 1993 – Premio Acqua Vera
- 1995 – Premio Regia Televisiva – Luna Park categoria Miglior Gioco a Quiz
- 1995 – Telegatto – Grandi mostre live.
- 1996 – Goodwill Ambassador – UNICEF
- 1996 – Premio Regia Televisiva – Scommettiamo che...? categoria Grandi Ascolti
- 1996 – Telegatto – Luna Park categoria Miglior gioco a quiz.
- 2001 – Goccia d'oro – Dove ti porta il cuore.
- 2003 – Premio Regia Televisiva – Telethon.
- 2003 – Premio Minerva
- 2005 –  Premio Gino Tani
- 2005 – Premio Regia Televisiva – Ballando con le stelle categoria Top Ten.
- 2006 – Premio Regia Televisiva – Ballando con le stelle categoria Top Ten.
- 2006 – Premio Regia Televisiva – Ballando con le stelle categoria Miglior programma per la giuria.
- 2006 –  Premio Roma per il ballo
- 2006 – Premio Barocco
- 2006 – Premio Sirmione Catullo
- 2007 – Telegatto – Premio speciale.
- 2007 –  Premio per il ballo e per la danza
- 2007 – Premio Regia Televisiva – Ballando con le stelle categoria Top Ten.
- 2009 – Premio Regia Televisiva – Ballando con le stelle categoria Top Ten.
- 2009 – Premio Regia Televisiva – Ballando con le stelle categoria Miglior programma dell'anno.
- 2009 – Premio Donne Eccellenti
- 2010 – Premio Regia Televisiva – Ballando con le stelle categoria Top Ten
- 2010 – Premio Regia Televisiva – Ballando con le stelle categoria Miglior programma dell'anno.
- 2010 – Premio Civiltà Dè Marsi.
- 2010 – Premio Alberto Sordi.
- 2010 – Premio Meeting del mare.
- 2010 – Premio Internazionale per l'Adriatico.
- 2011 - Premio Ginestra d'Oro.
- 2012 – Premio Regia Televisiva – Ballando con le stelle categoria Top Ten.
- 2013 - Premio Margutta.
- 2014 – Premio Regia Televisiva – Ballando con le stelle categoria Top Ten.
- 2015 – Premio Regia Televisiva – Ballando con le stelle categoria Top Ten.
- 2018 – Premio Biagio Agnes – Premio speciale alla carriera televisiva
- 2019 - Premio Marisa Bellisario – "Mela d'Oro" per lo Spettacolo[21]